# Sella (Dolomieten)

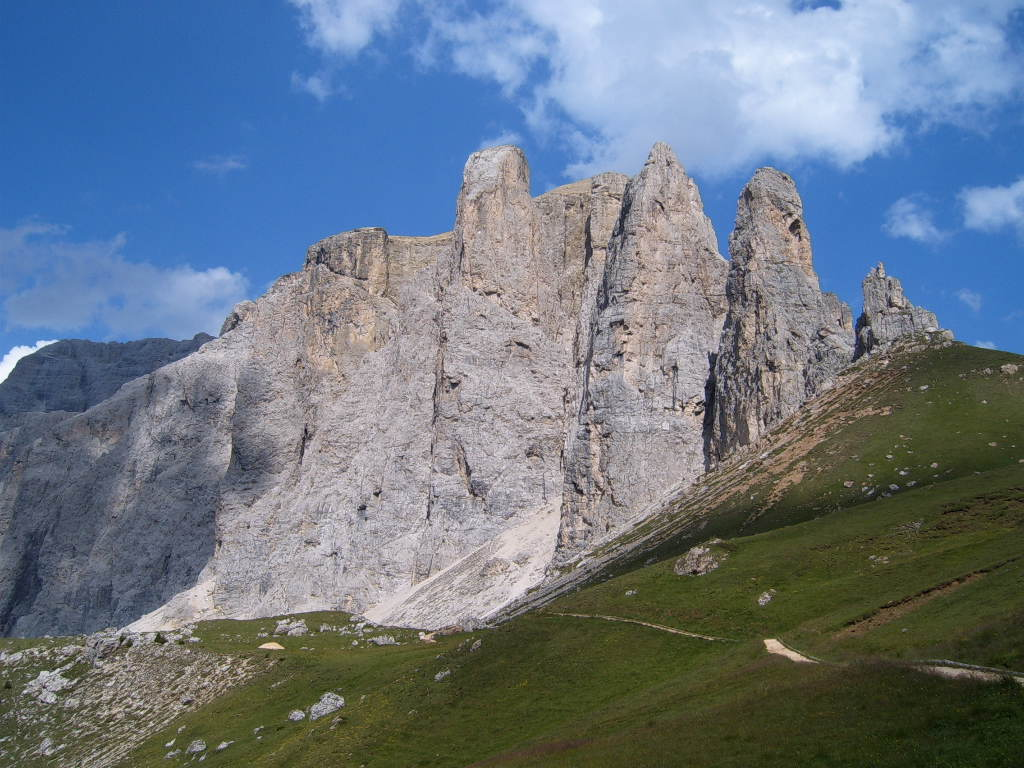
Torri del Sella vanaf de Sellapas

De Sella is een bergmassief in de Italiaanse Dolomieten. Op het hoogste punt, de Piz Boè (3151 m), komen de provincies Bolzano (Val Gardena en Val Badia), Trente (Val di Fassa) en Belluno (Livinallongo) bij elkaar.
De Sella ligt ten noorden van de Marmolada en ten oosten van de Langkofel (Sasso Lungo). Om het massief liggen vier paswegen die de dalen rondom de Sella met elkaar verbinden: de Sellapas, Pordoipas, Campolongopas en Gardenapas.
's Winters kan rondom het massief geskied worden in beide richtingen. Dit is de zogenaamde skitour Sella Ronda. Deze 26 kilometer lange skitour loopt door de skigebieden van Gröden (Val Gardena), Alta Badia, Arabba en Val di Fassa en kan door een gemiddelde skiër in een halve dag afgelegd worden.
Naast de Piz Boè zijn de Pisciadù (2985 m) en de Boèseekofel (2910 m) belangrijke toppen. In het westelijke deel van het massief liggen de karakteristieke Torri del Sella (Sellatürme). Vanaf de Pordoipas is de 2952 meter hoge Sass Pordoi met een kabelbaan te bereiken.

## Berghutten in het massief
- Rifugio Forcella Pordoi (2849 m)
- Rifugio Maria (2952 m)
- Boéhütte (2873 m)
- Rifugio al Pisciadù (ook: Rifugio Franco Cavazza al Pisciadù, Pisciadùhütte) (2585 m)
- Capanna Fassa (3152 m)
- Franz-Kostner-Hütte (2536 m)